# Theophil Huebpauer

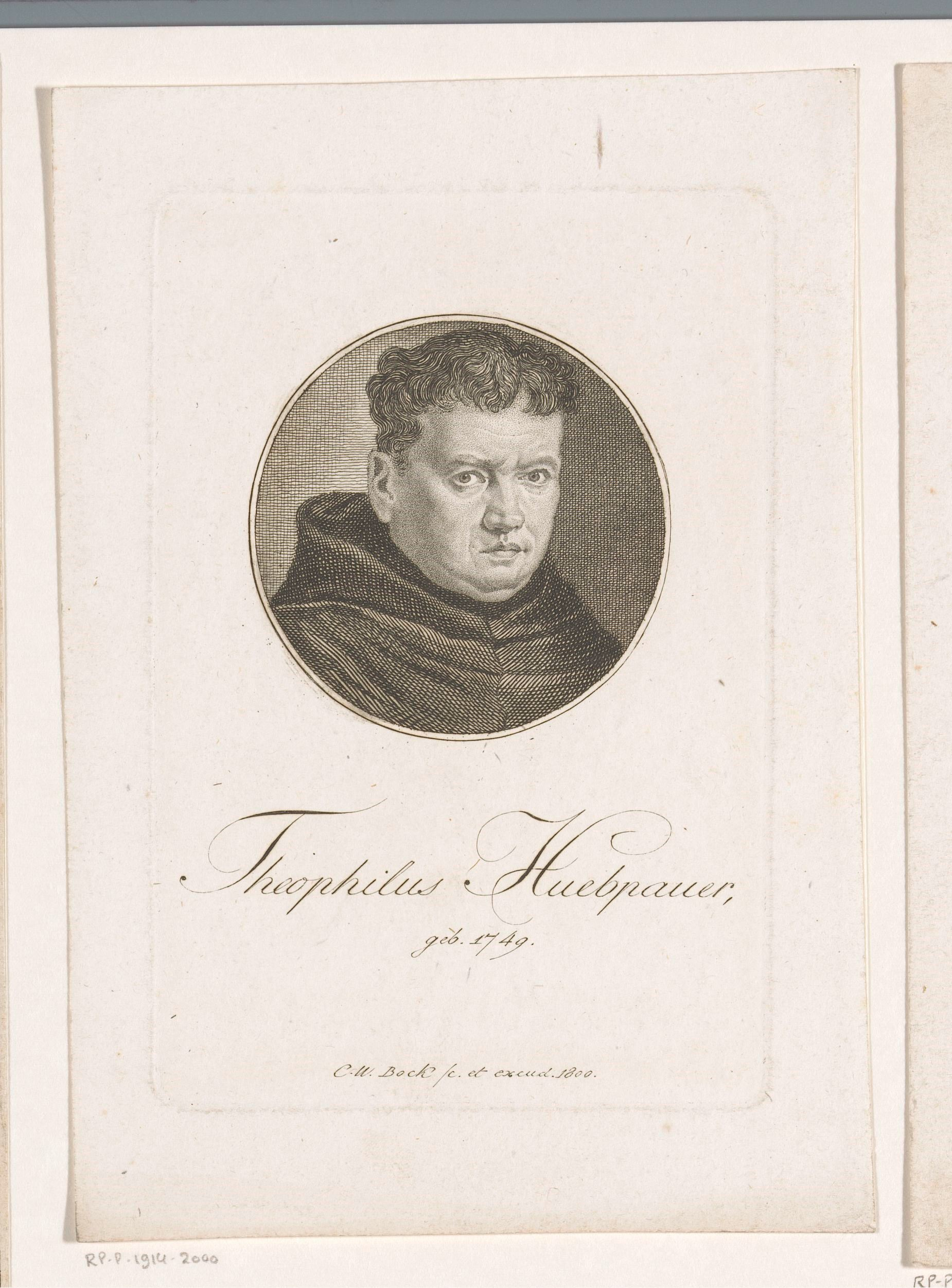
Porträt von 1800 von Christoph Wilhelm Bock

Theophil Huebpauer oder Gottlieb Huebpauer (auch Theophilus Huebpauer; * 4. Dezember 1749 in Au; † 1806) war ein deutscher Augustiner.

## Leben
Huebpauer besuchte das Gymnasium in Straubing und das Gymnasium in Landshut. 1771 trat er in das Augustinerkloster München ein, an dem er sein Probejahr absolvierte, bevor er sich zunächst bis 1774 dem Studium der Philosophie und bis 1778 dem Studium der Theologie und Kirchengeschichte widmete. Auch eignete er sich Wissen im Kirchenrecht an. 1788 erhielt er aus Rom den Titel eines Ordensmagisters respektive eines Doktors der Theologie.
Huebpauer war ab 1778 für zwölf Jahre Lektor am Augustinerkloster in München, wobei er sich sowohl bei den Schülern als auch bei den Ordensoberen Beliebtheit erfreute. 1786 wurde er Provinzsekretär der Ordensprovinz und im Jahr 1790 Prior des Klosters in München. Zum Professor des Kirchenrechts und der Kirchengeschichte wurde er 1792 am kurfürstlichen, hochschulischen Lyzeum in München ernannt. Im Jahr darauf wurde er außerdem kurfürstlicher Bücherzensurrat. Vor der Säkularisation war er außerdem Provinzial. Nach der Säkularisation war er Pfarrer in Lochhausen.
Huebpauer widmete sich in seiner Freizeit der Meteorologie. Seine Studien fanden zu seiner Zeit Beachtung, sodass er 1781 als wirkliches Mitglied der 3. Klasse der Kurpfälzischen Akademie der Wissenschaften, der Societas Meteorologica Palatina, in Mannheim aufgenommen wurde. Außerdem war er Mitarbeiter an den meteorologische Studien der Bayerischen Akademie der Wissenschaften.

## Werke (Auswahl)
- Assertiones theologicae de Deo incarnato, Voetter, München 1780.
- Propositiones selectae ex theologia universa, Voetter, München 1782.
- Ex Theologia Universa Dogmatica Et Pastorali Propositiones , Zangl, München 1786.
- Principia ad universam religionis scientiam, Zangl, München 1787.
- Adserta ex universa theologia dogmatica, Singer, Haidhausen 1790.
- Adsertiones ex principiis iuris ecclesiastici universalis, particularis Germaniae, et ex iure publico interno, Franziskaner, München 1793.
- Conspectus iuris ecclesiastici univ. publici et privati, 1796.